# Batalha de Herrevadsbro
A Batalha de Herrevadsbro (em sueco: Slaget vid Herrevadsbro) ocorreu no ano de 1251, em local incerto, tradicionalmente apontado como sendo na Västmanland ou na Västergötland. O incidente opôs o exército do rei Valdemar Birgersson, sob o comando de seu pai Birger Jarl, às forças dissidentes da alta nobreza afetas aos Suíones, comandadas por Filipe Knutsson que eram contrárias ao aumento do poder do rei.

Esta batalha está mencionada na Crónica de Érico, escrita por volta de 1330, que a localiza na Västmanland. 
 O resultado do confronto foi a derrota definitiva dos dissidentes Suíones, e a consolidação do poder real unificado sobre os Suíones e os Gotas.

## Fundo histórico
Com a chegada do cristianismo, os Gotas tinham sucessivamente passado a ver os reis como mandatários de Deus, e entrado em conflito com os Suíones, que viam os reis como mandatários da aristocracia suíone. Uma série de grandes batalhas entre Suíones e Gotas culminou nas batalhas de Sparrsätra em 1247 e Herrevadsbro em 1251, em que finalmente os Suíones perderam a sua hegemonia política e os seus privilégios de isenção de pagamento de impostos.